# تپه گرده بین
تپه گرده بین مربوط به هزاره اول (پیش از میلاد) است و در شهرستان پیرانشهر، بخش لاجان، دهستان لاهیجان شرقی، روستای گردبین واقع شده است. این اثر در تاریخ ۳۰ دی ۱۳۸۵ با شمارهٔ ثبت ۱۶۸۴۰ به عنوان یکی از آثار ملی ایران به ثبت رسیده است.